# Lepeophtheirus thompsoni
Lepeophtheirus thompsoni is een eenoogkreeftjessoort uit de familie van de Caligidae. De wetenschappelijke naam van de soort is voor het eerst geldig gepubliceerd in 1850 door Baird.